# Зи рок
Зи – Рок (Z-Rock) е българско радио, посветено на рок музиката, част от Оберон Радио Макс. Радиото започва излъчване на 13 октомври 2006 г. на честотите на Радио Нова Европа. Z-Rock е второто българско рок радио, след закриването на Радио Тангра през 2003 г. Радиото излъчва в градовете София, Пловдив, Варна, Бургас, Стара Загора, Плевен, Велико Търново, Шумен, Видин, Ловеч, Монтана, Разград, Хасково, Ямбол и Гоце Делчев. Музикален директор на радиото на Оберон е Спас Шурулинков.
Излъчват се две версии на Z rock. Едната е собственост на „Оберон Радио Макс“ и „Фондация Радио Нова Европа“ (излъчвайки на УКВ в София, Пловдив, Варна и други градове, както и в интернет на адрес zrockradio.bg с досегашните радиоводещи), а другата е собственост на „Радиокомпания Си Джей“ и bTV Radio Group (излъчвайки на УКВ в Пазарджик, Гоце Делчев, както и в интернет на адрес zrock.bg и чрез платформата voyo.bg и мобилните приложения с 24-часова музикална програма)